# 토메 함수
수학에서 토메 함수(영어: Thomae’s function)는 디리클레 함수와 유사하게 정의된 함수의 하나이다.

## 정의
토메 함수 {\displaystyle f\colon \mathbb {R} \to \mathbb {R} }는 다음과 같다.
{\displaystyle f(x)={\begin{cases}{\frac {1}{q}}&x={\frac {p}{q}},\;p,q\in \mathbb {Z} ,\;\gcd\{p,q\}=1,\;q>0\\0&x\in \mathbb {R} \setminus \mathbb {Q} \end{cases}}}

## 성질

### 연속성
토메 함수 {\displaystyle f}는 모든 유리수점에서 불연속이며, 모든 무리수점에서 연속이다. 이는 임의의 {\displaystyle x\in \mathbb {R} }에 대하여,
{\displaystyle \lim _{y\to x}f(y)=0}
이기 때문이다.
증명:
임의의 {\displaystyle x\in \mathbb {R} } 및 {\displaystyle \epsilon >0}에 대하여, {\displaystyle \textstyle {\frac {1}{n}}<\epsilon }인 양의 정수 {\displaystyle n\in \mathbb {Z} ^{+}}를 취하자. 분모가 {\displaystyle \{1,\dots ,n\}}에 속하는 분수로 나타낼 수 있는 유리수들의 집합을
{\displaystyle A=\mathbb {Z} \cup {\frac {1}{2}}\mathbb {Z} \cup \cdots \cup {\frac {1}{n}}\mathbb {Z} }
라고 하자. 그렇다면, {\displaystyle A} 속 임의의 서로 다른 두 점 사이의 거리는 {\displaystyle \textstyle {\frac {1}{n^{2}}}} 이상이므로, {\displaystyle A}는 극한점을 갖지 않는다. 특히, {\displaystyle x}는 {\displaystyle A}의 극한점이 아니므로,
{\displaystyle ((x-\delta ,x)\cup (x,x+\delta ))\cap A=\varnothing }
인 {\displaystyle \delta >0}를 취할 수 있다. 그렇다면, 임의의 {\displaystyle y\in (x-\delta ,x)\cup (x,x+\delta )}에 대하여, {\displaystyle y}는 무리수이거나, {\displaystyle y}는 분모가 양의 정수인 기약 분수로 나타냈을 때 분모가 {\displaystyle n}보다 큰 유리수이므로,
{\displaystyle |f(y)|=f(y)<{\frac {1}{n}}<\epsilon }
이다.
만약 {\displaystyle x\in \mathbb {Q} }라면
{\displaystyle \lim _{y\to x}f(y)=0\neq f(x)}
이므로 {\displaystyle x}에서 불연속이다. 만약 {\displaystyle x\in \mathbb {R} \setminus \mathbb {Q} }라면
{\displaystyle \lim _{y\to x}f(y)=0=f(x)}
이므로 {\displaystyle x}에서 연속이다.

### 극댓값
토메 함수 {\displaystyle f}는 모든 유리수점에서 엄격 극댓값을 갖는다.
증명:
임의의 {\displaystyle x\in \mathbb {Q} }에 대하여,
{\displaystyle \lim _{y\to x}f(y)=0}
{\displaystyle f(x)>0}
이므로,
{\displaystyle f(y)<f(x)\qquad \forall y\in (x-\delta ,x)\cup (x,x+\delta )}
인 {\displaystyle \delta >0}가 존재한다.

### 미분
토메 함수 {\displaystyle f}는 모든 점에서 미분 불가능이다.
증명:
{\displaystyle f}는 모든 유리수점에서 불연속이므로 모든 유리수점에서 미분 불가능이다.
이제, 임의의 {\displaystyle x\in \mathbb {R} \setminus \mathbb {Q} }에 대하여, {\displaystyle x}의 소수점 표기를
{\displaystyle x=x_{0}.x_{1}x_{2}\cdots }
라고 하고, 다음과 같은 유리수 수열 {\displaystyle (y_{n})_{n=0}^{\infty }\subseteq \mathbb {Q} }을 취하자.
{\displaystyle y_{n}=x_{0}.x_{1}x_{2}\cdots x_{n}}
그렇다면, {\displaystyle (y_{n})_{n=0}^{\infty }}은 {\displaystyle x}로 수렴하며, 임의의 {\displaystyle n\geq 0}에 대하여,
{\displaystyle \left|{\frac {f(y_{n})-f(x)}{y_{n}-x}}\right|={\frac {f(y_{n})}{0.0\cdots 0x_{n+1}x_{n+2}\cdots }}\geq {\frac {1/10^{n}}{1/10^{n}}}=1}
이다. 따라서
{\displaystyle \limsup _{y\to x}\left|{\frac {f(y)-f(x)}{y-x}}\right|\geq \limsup _{n\to \infty }\left|{\frac {f(y_{n})-f(x)}{y_{n}-x}}\right|\geq \liminf _{n\to \infty }\left|{\frac {f(y_{n})-f(x)}{y_{n}-x}}\right|\geq 1}
이다. 반면, {\displaystyle x}로 수렴하는 임의의 무리수 수열 {\displaystyle (z_{n})_{n=0}^{\infty }\subseteq \mathbb {R} \setminus \mathbb {Q} }을 취했을 경우, 임의의 {\displaystyle n\geq 0}에 대하여,
{\displaystyle \left|{\frac {f(z_{n})-f(x)}{z_{n}-x}}\right|=0}
이므로,
{\displaystyle \liminf _{y\to x}\left|{\frac {f(y)-f(x)}{y-x}}\right|\leq \lim _{n\to \infty }\left|{\frac {f(z_{n})-f(x)}{z_{n}-x}}\right|=0}
이다. 따라서, 극한
{\displaystyle \lim _{y\to \infty }{\frac {f(y)-f(x)}{y-x}}}
은 존재하지 않는다.

### 적분
토메 함수 {\displaystyle f}는 임의의 닫힌구간 위에서 리만 적분 가능하다. 또한,
{\displaystyle \int _{\mathbb {R} }f(x)dx=0}
이다.
증명:
{\displaystyle f}의 불연속점의 집합 {\displaystyle \mathbb {Q} }는 가산 집합이므로 그 르베그 측도는 0이며, 따라서 {\displaystyle f}는 임의의 닫힌구간 위에서 리만 적분 가능하다. 닫힌구간의 임의의 분할에 대하여, 분할된 각 구간에서 무리수점을 취할 경우 리만 합은 0이 된다. 따라서 {\displaystyle f}의 닫힌구간에서의 적분은 0이며,
{\displaystyle \int _{\mathbb {R} }f(x)dx=\lim _{a\to -\infty }\int _{a}^{0}f(x)dx+\lim _{b\to \infty }\int _{0}^{b}f(x)dx=0}
이다.

## 역사
카를 요하네스 토메(독일어: Carl Johannes Thomae)의 이름을 땄다.

## 같이 보기
- 칸토어 함수
- 디리클레 함수

## 참고 문헌
- Robert G. Bartle & Donald R. Sherbert (1999), Introduction to Real Analysis, 3rd Edition (Example 5.1.6 (h)). Wiley. ISBN 978-0-471-32148-4
- Michael Spivak, Calculus on manifolds. 1965. Perseus Books. ISBN 0-8053-9021-9
- Abbot, Stephen. Understanding Analysis. Berlin: Springer, 2001. ISBN 0-387-95060-5